# Kazimierz Rossman
Kazimierz Rossman, także Kazimierz Rossmann (ur. 2 listopada 1866 w Bielawie, zm. w sierpniu 1944 w Garwolinie) – adwokat, notariusz, działacz społeczny, prezes Sądu Okręgowego w Łodzi (1917–1919).

## Życiorys
Był wnukiem Henryka Wilhelma Rossmanna (1787–1850) i synem Ludwika Wilhelma i Olgi z domu White.
W 1888 ukończył naukę w gimnazjum filologicznym w Grodnie, a następnie studia na Wydziale Prawa Uniwersytetu Warszawskiego. W latach 1898–1917 był adwokatem przysięgłym Izby Skarbowej w Warszawie, jednocześnie mieszkając w Łodzi i pracując także jako obrońca sądowy.
Był członkiem Zarządu Okręgowego Polskiej Macierzy Szkolnej (1906–1907). Był współzałożycielem oraz członkiem zarządu Towarzystwa „Uczelnia” i współorganizatorem Gimnazjum Polskiego w Łodzi - pierwszej szkoły średniej z polskim językiem wykładowym, należał do jego Rady Opiekuńczej.
W 1906 kandydował bezskutecznie do I Dumy Państwowej jako kandydat III Okręgu z listy wyborczej połączonych ugrupowań polskiego komitetu wyborczego i niemieckiej partii konstytucyjno-liberalnej w Łodzi. Następnie został członkiem Narodowej Demokracji oraz należał do Ligi Narodowej. Podczas I wojny światowej był członkiem podległej Głównemu Komitetowi Obywatelskiemu Łódzkiej Sekcji Szacunkowej Miejskiej, z siedzibą przy ul. Piotrkowskiej 96, działającej od 30 listopada 1914 do końca czerwca 1915 roku. Komisja rozpatrywała wnioski o oszacowanie strat wojennych.
W latach 1917–1919 był prezesem Sądu Okręgowego w Łodzi. W 1919 został mianowany notariuszem przy Wydziale Hipotecznym Sądu Pokoju w Łodzi. W latach 1922–1923 działał w Zarządzie Łódzkiego Oddziału Zrzeszenia Notariuszy. W latach 1933–1939 był notariuszem przy Wydziale Hipotecznym Sądu Grodzkiego w Bielsku Podlaskim z siedzibą w Siemiatyczach. W 1934 zamieszkał na stałe w Warszawie, a od 1939 pracował w Garwolinie.
2 maja 1924 został odznaczony Krzyżem Komandorskim Orderu Odrodzenia Polski „za zasługi, położone dla Rzeczypospolitej Polskiej na polu pracy obywatelskiej”.
Został pochowany na cmentarzu Powązkowskim (kw. 299a, rząd 4, miejsce 1,2).